# 関東八景
関東八景（かんとうはっけい）は、朝鮮のむかしの関東地方（朝鮮八道のうち江原道の太白山脈東側）にある景勝地から8ヶ所（八景）を選び、それらを総称したもの。

## 概要
「関東八景」に数えられる景勝地は、通例では次の通り。
- 杆城の清澗亭（간성의 청간정）
- 江陵の鏡浦台（강릉의 경포대）
- 高城の三日浦（고성의 삼일포）
- 三陟の竹西楼（삼척의 죽서루）
- 襄陽の洛山寺（양양의 낙산사）
- 蔚珍の望洋亭（울진의 망양정）
- 通川の叢石亭（통천의 총석정）
- 平海の越松亭（평해의 월송정）

越松亭の代わりに、次の景勝地を入れることがある。
- 歙谷の侍中台（흡곡의 시중대）

このうち、叢石亭・侍中台・三日浦が北朝鮮の統治範囲にあり、残りが韓国の統治範囲にある。「関東」はもともと江原道の日本海沿岸部を指していたが、朝鮮戦争後に行政区画の変更が行われたため、望洋亭・越松亭がある蔚珍郡は慶尚北道に所属している。
海や湖が織り成す白砂青松の景観や山の風景が愛され、多くの伝説や歌謡や詩が生み出された。とくに、叢石亭・三日浦・洛山寺がうたわれた安軸『関東別曲』（高麗末期）や、関東八景と金剛山一帯の山水の美しさを描写した鄭澈『関東別曲』（朝鮮王朝期）が有名である。

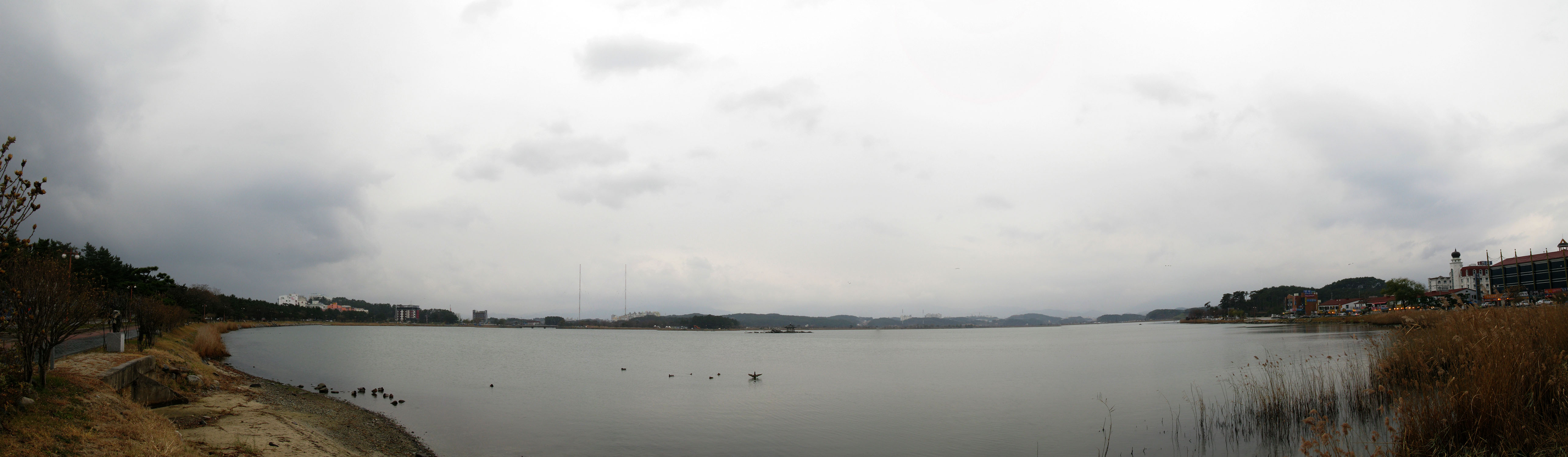
鏡浦台が面する鏡浦湖
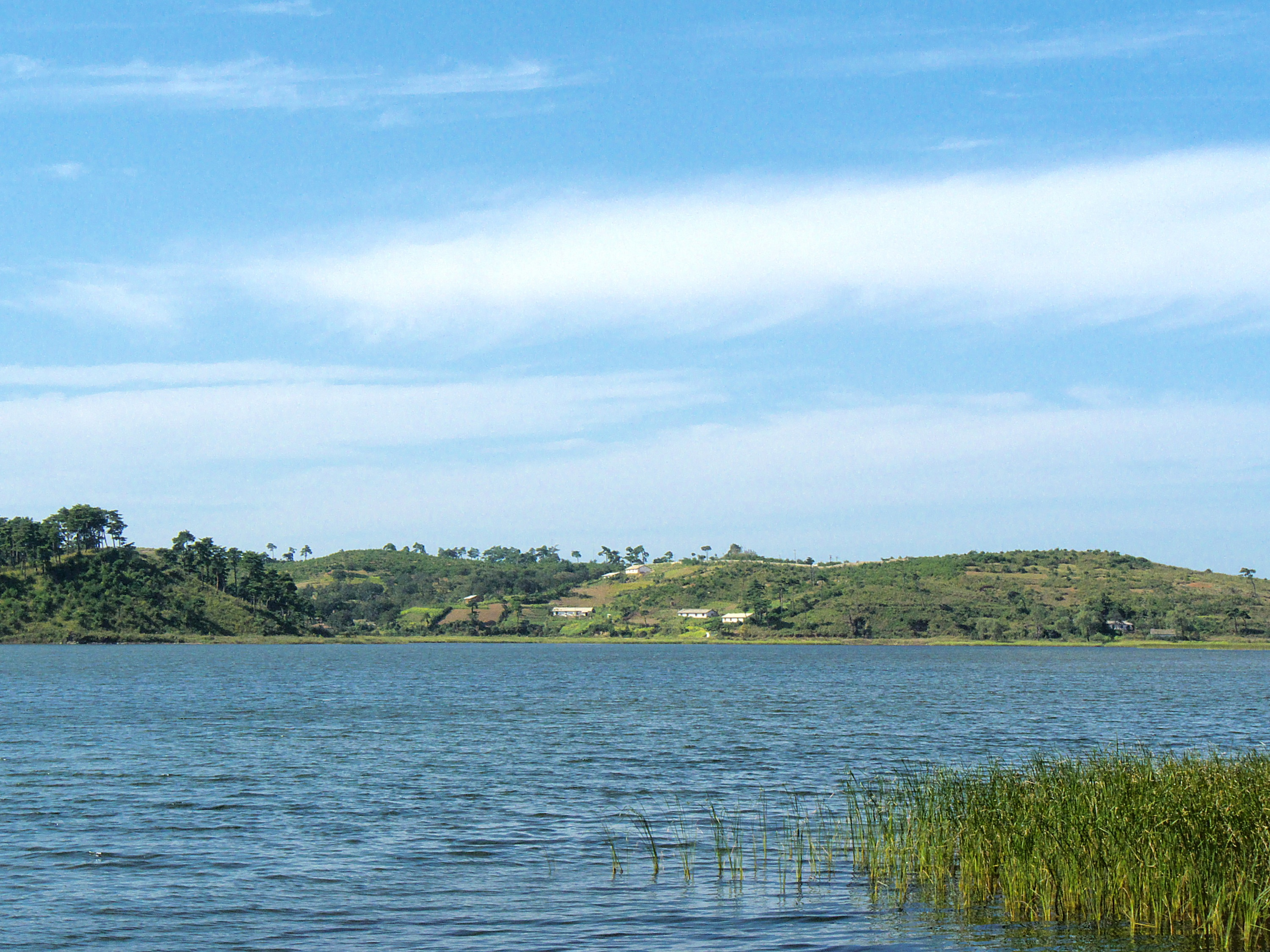
侍中台のある侍中湖
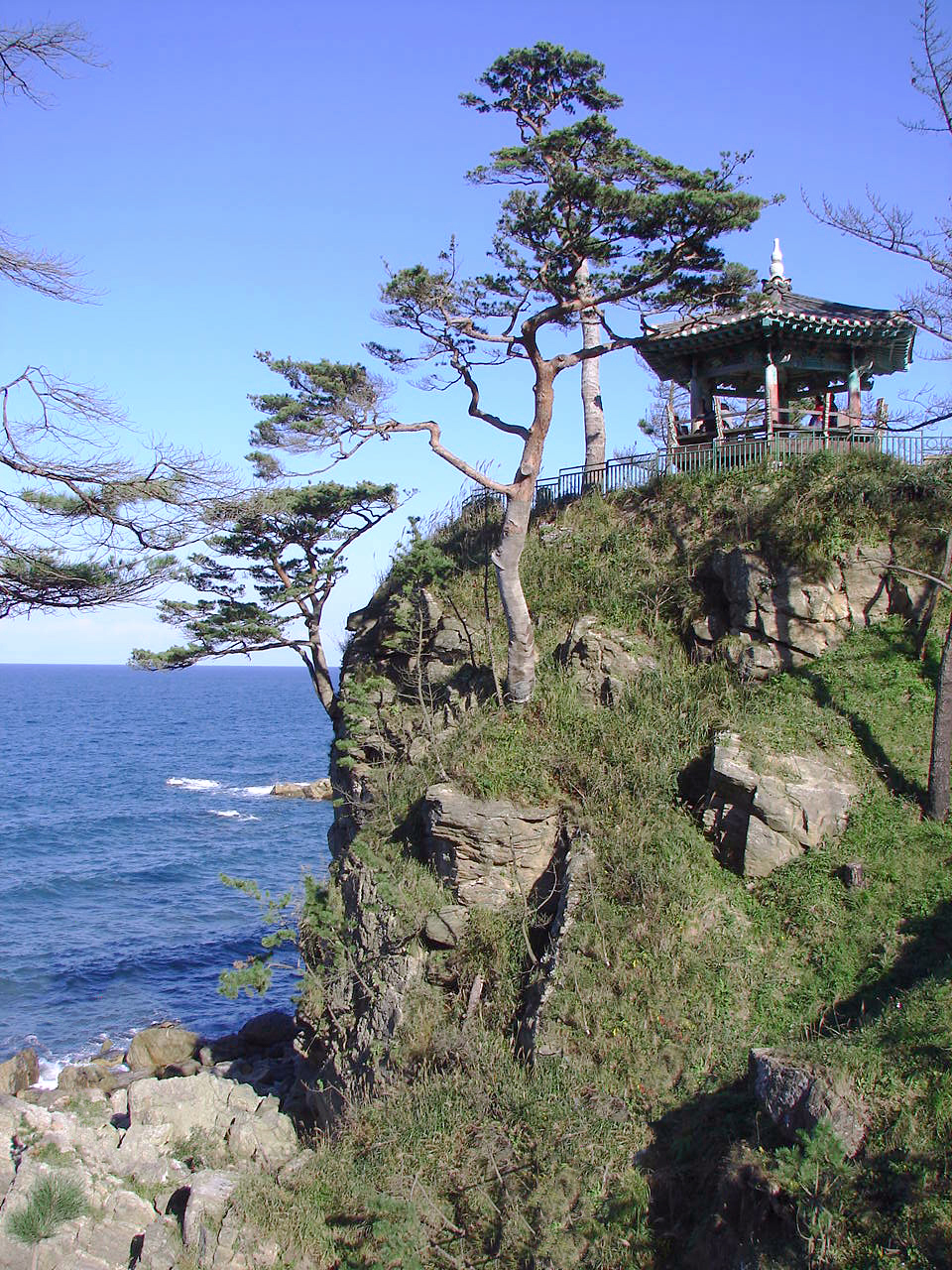
洛山寺
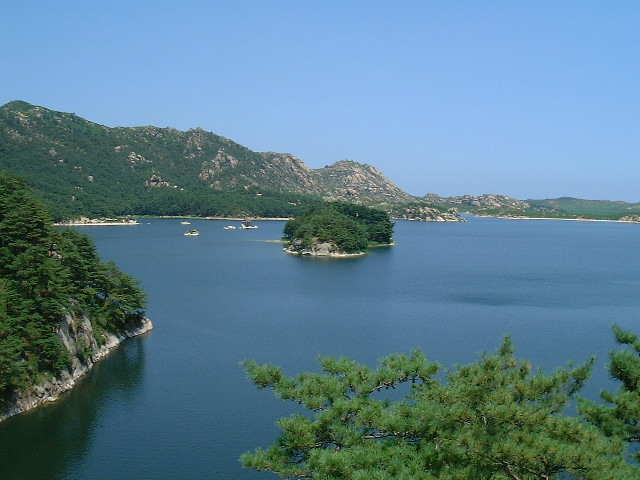
三日浦

## 註
1. ↑  日本の関東地方は朝鮮八道では京畿道に相当する
2. ↑  漢字表記は関東八景とは？（中国語）に依った。

## 参考
この記述には、ダウムからGFDLまたはCC BY-SA 3.0で公開される百科事典『グローバル世界大百科事典』をもとに作成した内容が含まれています。